# Родниковые саламандры
Родниковые саламандры (лат. Gyrinophilus) — род хвостатых земноводных из семейства безлёгочных саламандр. Насчитывает 4 вида.
Общая длина представителей этого рода варьирует от 11 до 23,2 см. Голова и тело узкие. Глаза выпуклые с горизонтальными зрачками. Хвост уплощен с боков. Конечности недостаточно развиты. Окраска ярких, светлых цветов (розового, красного, жёлтого, бежевого, светло-коричневого) с мелкими тёмными крапинками или пятнышками.
Любят проточные водоёмы, в том числе ручьи, небольшие реки в горной местности. Активны ночью. Питаются мелкими беспозвоночными.
Это яйцекладущие земноводные. Самки откладывают до 150 яиц.
Проживают в горах Аппалачи в восточных штатах США и южных провинциях Канады.

## Виды
- Gyrinophilus gulolineatus
- Бледная саламандра (Gyrinophilus palleucus)
- Родниковая саламандра (Gyrinophilus porphyriticus)
- Gyrinophilus subterraneus